# Bari Brahmana
Bari Brahmana là một thị xã và là nơi đặt ủy ban khu vực quy hoạch (notified area committee) của quận Jammu thuộc bang Jammu và Kashmir, Ấn Độ.

## Nhân khẩu
Theo điều tra dân số năm 2001 của Ấn Độ, Bari Brahmana có dân số 31.616 người. Phái nam chiếm 53% tổng số dân và phái nữ chiếm 47%. Bari Brahmana có tỷ lệ 61% biết đọc biết viết, cao hơn tỷ lệ trung bình toàn quốc là 59,5%: tỷ lệ cho phái nam là 68%, và tỷ lệ cho phái nữ là 54%. Tại Bari Brahmana, 14% dân số nhỏ hơn 6 tuổi.